# Glades – Tengerparti gyilkosságok
A Glades – Tengerparti gyilkosságok (eredeti cím: The Glades) 2010-ben bemutatott amerikai televíziós sorozat. A műsor alkotója Clifton Campbell, a történet pedig egy Chicagoból Floridába helyezett nyomozó és társai eseteit követi nyomon. A főbb szereplők közt megtalálható Matt Passmore, Kiele Sanchez, Carlos Gómez, Uriah Shelton és Jordan Wall
A sorozatot az Amerikai Egyesült Államokban az A&E televízióadó sugározta 2010. július 11. és 2013. augusztus 26. között. Magyarország on az RTL II mutatta be 2013. október 26-án, később az RTL Klub is műsorra tűzte.

## Cselekmény
Jim Longworth a chicagoi rendőrség gyilkossági osztályának nyomozója, akit kirúg a főnöke miután azt hiszi, hogy a férfi lefeküdt a feleségével. Jim úgy határoz, hogy Floridába költözik és a helyi rendőrséghez szegődik, remélve hogy az ottani tengerparti környéken nyugalmasabb élete lesz. Azonban meglepődve tapasztalja, hogy Florida délnyugati részén igen magas a gyilkosságok ráta, így munkája még stresszesebb lesz, mint korábbi lakhelyén.

## Szereplők
| Szereplő       | Színész       | Magyar hang    |
| -------------- | ------------- | -------------- |
| Jim Longworth  | Matt Passmore | Czvetkó Sándor |
| Callie Cargill | Kiele Sanchez | Major Melinda  |
| Carlos Sanchez | Carlos Gómez  | Orosz István   |
| Daniel Green   | Jordan Wall   | Joó Gábor      |
| Colleen Manus  | Michelle Hurd | Makay Andrea   |
| Carl Stewart   | Jay Paulson   | Gyurin Zsolt   |

## Epizódok
| Évad | Évad | Epizódok | Eredeti sugárzás | Eredeti sugárzás    | Eredeti adó | Magyar sugárzás      | Magyar sugárzás      | Magyar adó |
| Évad | Évad | Epizódok | Évadpremier      | Évadfinálé          | Eredeti adó | Évadpremier          | Évadfinálé           | Magyar adó |
| ---- | ---- | -------- | ---------------- | ------------------- | ----------- | -------------------- | -------------------- | ---------- |
|      | 1    | 13       | 2010. július 11. | 2010. október 3.    | A&E         | 2013. október 26.    | 2014. január 25.     | RTL II     |
|      | 2    | 13       | 2011. június 5.  | 2011. szeptember 5. | A&E         | 2014. május 8.       | 2014. július 3.      | RTL Klub   |
|      | 3    | 10       | 2012. június 3.  | 2012. augusztus 12. | A&E         | 2014. július 10.     | 2014. szeptember 11. | RTL Klub   |
|      | 4    | 13       | 2013. május 27.  | 2013. augusztus 26. | A&E         | 2015. szeptember 21. | 2015. december 14.   | RTL II     |